# اليخاندرو رودريغيز (لاعب كرة قدم)
اليخاندرو رودريغيز (بالإسبانية: Alejandro Rodríguez) (و. 1986  م) هو لاعب كرة قدم، من الأوروغواي، ولد في مونتفيدو، يلعب كمُدَافِع.

## روابط خارجية
- اليخاندرو رودريغيز على موقع قاعدة بيانات كرة القدم.إي يو (الإنجليزية)
- اليخاندرو رودريغيز على موقع Soccerway.com (الإنجليزية)
- اليخاندرو رودريغيز على موقع عالم كرة القدم.نت (الإنجليزية)